# Myrrhis cicutaria
Myrrhis cicutaria är en flockblommig växtart som beskrevs av Michele Tenore. Myrrhis cicutaria ingår i släktet spanskkörvlar, och familjen flockblommiga växter. Inga underarter finns listade i Catalogue of Life.